# Сектор 3 (Бухарест)
Сектор 3 (рум. Sectorul 3) — административная единица столицы Румынии, Бухареста. Этот сектор самый плотно-населённый сектор в городе. Это также самый важный из всех шести секторов Бухареста, поскольку он включает в себя Центр Бухареста, Нулевой километр и другие значимые достопримечательности. Он граничит с сектором 2 на севере, с Ильфовским жудецом на востоке, с сектором 4 на юге, с сектор 5 на юго-западе и с сектором 1 на северо-западе.
Самым крупным и густонаселенным районом является Titan. Lipscani, является центром ночной жизни Бухареста, что привлекает много иностранных туристов.

## Демография
Согласно оценкам за июль 2005 года, в секторе живёт 393 226 человек. 97,29 % населения сектора составляют этнические румыны, в то время как 1,31 % являются цыганами, 0,29 % — венграми, и остальные 0,15 % турками. Что касается пола, то 53,6 % населения составляют женщины, в то время как 46,4 % — мужчины.

## Районы
- Downtown
- Old City
- Dristor
- Dudeşti
- Văcărești
- Titan
- Vitan

## Общественный транспорт
Этот сектор больше всех остальных секторов обслуживается транспортом. Сектор также обслуживается широкой системой трамваев.
Этот сектор также как и остальные обслуживается Бухарестским метрополитеном. Всего в его районах расположено 13 станций.
| Вид общественного транспорта | Линии или станции     |
| ---------------------------- | --------------------- |
| Автобусы и троллейбусы       | 64 линий              |
| Метро                        | 13 станций            |
| Трамвай                      |                       |
| Железнодорожный транспорт    | 1 пригородная станция |

## Образовательные учреждение
В этом секторе находится более пятидесяти образовательных учреждений, а также частный университет Hyperion. Самыми престижными средними школами в секторе являются Национальный колледж имени Матея Басараба и Теоретический лицей Имени Александру Иоана Кузы.

## Политика
Роберт Негоице, бывший член Социал-демократической партии (PSD) стал мэром сектора в 2012 году. В настоящее время он отбывает свой третий срок, будучи переизбран два раза, в 2016 и 2020 гг.. Местный совет Сектора 3 имеет 31 место со следующим партийным составом (по состоянию на 2020 год)::
| Партии                          | Идеология партии    | Места в Совете Сектора 3 |
| ------------------------------- | ------------------- | ------------------------ |
| USR PLUS                        | Либерализм          | 10/31                    |
| Социал-демократическая партия   | Социал-демократия   | 8/31                     |
| Национальная либеральная партия | Национал-либерализм | 7/31                     |
| PRO Romania                     | Социа́л-либерали́зм   | 5/31                     |
| Партия Народного движения       | Правоцентризм       | 2/31                     |